# Erny-Saint-Julien
 Erny-Saint-Julien  es una población y comuna francesa, situada en la región de Norte-Paso de Calais, departamento de Paso de Calais, en el distrito de Saint-Omer y cantón de Fauquembergues.

## Demografía
| 376 | 348 | 317 | 312 | 301 | 288 |
| Para los censos de 1962 a 1999 la población legal corresponde a la población sin duplicidades (Fuente: INSEE [Consultar]) |     |     |     |     |     |